# Trollius ledebourii
Trollius ledebourii är en ranunkelväxtart som beskrevs av Heinrich Gottlieb Ludwig Reichenbach. Trollius ledebourii ingår i släktet smörbollssläktet, och familjen ranunkelväxter. Inga underarter finns listade i Catalogue of Life.